# Frans Verdussen
François Antoine Verdussen (Antwerpen, 12 mei 1783 – aldaar, 11 mei 1850) was een Belgisch politicus.

## Levensloop
Hij was een zoon van Pierre Verdussen en van Aldegonde Cels. Hij was getrouwd met Jeanne Borrekens.
Gemeenteraadslid van Antwerpen vanaf 1818 en schepen vanaf 1829, was hij in 1830 dienstdoend burgemeester van 26 tot 28 augustus. Van 1839 tot aan zijn dood was hij gemeentelijk ontvanger van Antwerpen.
In augustus 1831 werd hij katholiek volksvertegenwoordiger voor het arrondissement Antwerpen en vervulde dit mandaat tot in 1839.
Hij was ook vanaf 1821 lid van de Provinciale Staten van Antwerpen en van 1840 tot 1850 was hij voorzitter van de provincieraad.
Verdussen was actief in maatschappelijke organisaties:
- voorzitter van de Maatschappij voor Schone Kunsten in Antwerpen,
- lid van de jury van de Antwerpse Kamer van Koophandel,
- bestuurder van de Antwerpse gevangenissen,
- bestuurder van de Berg van Barmhartigheid in Antwerpen,
- corresponderend lid van de commissie monumenten en landschappen voor de provincie Antwerpen,
- lid van de Koninklijke Academie voor Schone Kunsten in Antwerpen.